# مسجل الصوت (ويندوز)
مسجل الصوت (بالإنجليزية: sound recorder)‏ هو برنامج مضاف يوجود ابتداء من نظام ويندوز إكس بي مرورا بكل النسخ التي تليته وصولا للنسخة الأحدث ويندوز 10، هو عبارة عن برنامج خفيف لتسجيل الصوت وفق صيغة wav.

## عمل البرنامج
يعمل برنامج تسجيل الصوت في ويندوز وفق وجود جهاز مكبر الصوت الذي يسمح بانتقال الصوت من على الجهاز إلى البرنامج، وبالتالي يقوم الحاسوب بمعالجة تلك الموجات على أساس البرنامج ثم تُحفظ بصيغة wav.

## مستقبل البرنامج
من الممكن بقاء هذا البرنامج ضمن قائمة مكونات مايكروسوفت ويندوز شأنه شأن العديد من البرامج المهمة في النظام، فهو مهم وذو سرعة عالية لتنفيذ مهمات تسجيل الصوت السريعة وذات الجودة العالية.